# Watara Supervision
Watara Supervision – przenośna konsola gier wideo wyprodukowana przez przedsiębiorstwo Watara i wydana w Azji w 1992 roku. W założeniach miała stanowić tańszą konkurencję dla Game Boya.
Pomimo niższej ceny, konsola miała gorszy wyświetlacz od Game Boya oraz niewielką bibliotekę gier, z których większość stanowiły klony znanych hitów. Sprzęt był wydawany pod wieloma markami takimi jak QuickShot (Wielka Brytania), Electrolab (Argentyna), Tiger Boy (Tajwan) i Sherion (Polska). Konsolę sprzedawano razem z grą Crystball, będącą klonem Breakouta.

## Dane techniczne
- 8-bitowy procesor 65C02 (4 MHz)
- wyświetlacz LCD 160x160 pikseli, 4 odcienie szarości
- dźwięk stereo (zapewniały podłączone do konsoli słuchawki)
- kartridże jako nośniki danych
- zasilanie stanowiły 4 baterie AA lub 6V AC/DC adapter[2]